# Lederer Bierkontor
Das Lederer Bierkontor GmbH ist ein Unternehmen im Biervertrieb und der Gastronomie. Vormals betrieb Lederer eine eigene Brauerei. Das Unternehmen gehört heute zur Tucher Bräu, wo auch die Biere unter dem Namen Lederer gebraut werden. Das Unternehmen ist eines der ältesten Unternehmen in Nürnberg.

## Geschichte

### Herrenbrauhaus
Der Ursprung der Lederer Bräu wird auf das „Herrenbrauhaus“ bei der Almosmühle zurückgeführt, das der von den Patriziern gestellte Rat der Stadt 1471 in der Waizenstraße – heute Karl-Grillenberger-Straße 1 – errichten ließ. Bereits 1481 brannte das Gebäude ab. Nach dem Wiederaufbau brannte es 1506 zum zweiten Mal ab, woraufhin der Rat das Bierbrauen bis 1643 (siehe: Tucher Bräu) zunächst einstellte.
Wann das Gebäude wieder errichtet wurde, ist unklar, aber 1581 verkauft der Rat die Brauerei an den Nürnberger Brauer Conrad Wurm, der wohl den Brauereibetrieb fortführte oder wieder aufnahm.

### Lederer Bräu
Christian Lederer kaufte die Brauerei 1814 und begründete damit das Familienunternehmen. Der aus Thalmässing stammende gelernte Brauer war Wirt des Gasthauses „Goldenes Lamm“ in Wöhrd. Durch seine Heirat mit der Halbschwester des Hopfenhändlers, Gründers der Städtischen Sparkasse und Hauptinitiators der Ludwigseisenbahn, Johannes Scharrer, hatte er gute Kontakte und Einblick in das Gewerbe. Das unternehmerische Risiko durch die direkte Nachbarschaft des Königlichen Bräuhauses und die durch die langen napoleonischen Kriege äußerst geschwächte Wirtschaft schienen ihn nicht abzuschrecken. Es ist allerdings davon auszugehen, dass gerade diese Umstände den Kaufpreis entsprechend niedrig hielten.
Am 11. Juli 1836 schrieb Christian Lederer Eisenbahngeschichte. Das erste Eisenbahnfrachtgut Deutschlands wurde vom legendären Adler der Bayerischen Ludwigsbahn, in Form von zwei Fässchen Lederer Bier, zu einem Preis von je sechs Kreuzern von Nürnberg nach Fürth transportiert. Nach heutigen Maßstäben war das eine gelungene „Promotion Tour“, sowohl für Lederer als auch für die Bahn.
Als erster Nürnberger Brauer führte Lederer 1850/51 die Dampfmaschine ein, nachdem er sich bereits 1833 und 1841, während seiner Englandreisen, über den dortigen Stand der Bierherstellung informiert hatte. Um 1881 wurde eine bereits seit 1575 existierende Braustätte in der Bärenschanzstraße 48 übernommen. Der Brauereibetrieb wurde 1890 komplett in den dort errichteten Neubau verlegt.

### Bierbrauerei-Gesellschaft vorm. Gebr. Lederer AG
Mit der Umwandlung in die „Bierbrauerei-Gesellschaft vorm. Gebr. Lederer AG“ 1890 führte das Unternehmen sein neues Markenzeichen ein. Das von Friedrich Wanderer im Gasthaus Krokodil entworfene Symbol zeigt das um einen rotgelben Holzkrug kriechende Krokodil.

### Lederer Bräu AG

Vorzugsaktie über 500 RM der Lederer-Bräu AG vom Januar 1930

Im Laufe der Jahre übernahm Lederer eine Reihe kleinerer Brauereien wie die Brauerei Güttinger in Lauf (1921), die Brauereien Finkler & Lehner in Gunzenhausen (1922), die Brauerei Schübel in Rückersdorf (1924), die Brauerei Gloßner in Wengen (1927) und firmierte 1928 zur „Lederer Bräu AG“ um. In den nächsten Jahren folgte noch die Übernahme der Brauerei Dietrich Müller in Hersbruck (1929). Mitte der 1930er Jahre übernahm Lederer eine relevante Beteiligung an der Brauerei Joh. Humbser AG in Fürth.

### Lederer in der Patrizier Bräu AG
Sukzessive wurde die Lederer Bräu AG ab 1940 vom Fürther Versandhandelsunternehmer Gustav Schickedanz (Quelle) und der bereits mehrheitlich in dessen Besitz befindlicher Brauerei Geismann übernommen. Große Aktienpakete stammten aus dem Vorbesitz der jüdischen Gruppe »Krakenberger-Hesselberger-Hopf«. 1940 wurde der bisherige Aufsichtsrat ersetzt, an die Spitze trat Schickedanz' finanzieller Berater Hans Böhner, Direktor der Dresdner Bank Nürnberg-Fürth. 1972 wurde die Lederer Bräu AG mit sechs weiteren Traditionsbrauereien zur Patrizier Bräu AG fusioniert, benannt nach einem hellen Vollbier der Lederer-Bräu. Erst ab 1980, als der Trend zur Traditionsbrauerei aufkam, ließ die Konzernleitung die Marke neu aufleben, und es wurde wieder Lederer-Bier gebraut.

### Lederer Bräu GmbH
Der Münchner Brauunternehmer Hans Inselkammer erwarb 1994 die überwiegenden Aktienanteile der Patrizier Bräu AG, fusionierte mit der Tucher Bräu AG (vormals in der März-Gruppe) und wandelte das Unternehmen durch das Herauslösen des operativen Biergeschäfts aus der Aktiengesellschaft wieder in eine so genannte „Privatbrauerei“ um.
Die Biere (ausschließlich Pils) wurden seitdem in Fürth, Schwabacher Straße (Braustätte Humbser-Geismann) produziert, während auf dem Gelände Sielstraße nach 1994 in den Resten der alten Brauereigebäude die „Lederer-Kulturbrauerei“ eingerichtet wurde. Der Vertrieb der Marke "Lederer" erfolgt seit 1998 aus einem neuen Logistikzentrum am Main-Donau-Kanal in Fürth-Süd, welches bis 2008 zur Braustätte für alle Biererzeugnisse der Tucher Bräu AG ausgebaut wurde.
Geschäftsführer war von 1997 bis 2003 Jannik Inselkammer.

## Lederer Bräu GmbH bei Oetker
Rückwirkend zum 1. Januar 2003 verkaufte Jannik Inselkammer entgegen anderen Verlautbarungen die Tucher Bräu und die angeschlossene Lederer Bräu GmbH an den Getränkekonzern Brau und Brunnen. Brau und Brunnen und damit die Lederer Bräu wurde 2004 durch Dr. Oetker übernommen, während die Immobilien der Tucher Bräu im Besitz der Familie Inselkammer verblieben.
2012 wurde die Lederer Bräu GmbH in Lederer Bierkontor GmbH umbenannt, die Gaststätte mit Biergarten Lederer-Kulturbrauerei an der Bärenschanze wurde 2019 geschlossen, die noch vorhandenen ehemaligen Lederer-Gebäude sollen einer Wohnbebauung weichen.